# Grand Prix-wegrace van Finland 1977
De Grand Prix-wegrace van Finland 1977 was de elfde race van het wereldkampioenschap wegrace-seizoen 1977. De races werden verreden op 31 juli 1977 op het stratencircuit Imatra (Zuid-Finland). In Finland werden de wereldtitels in de 350cc-klasse en de 500cc-klasse beslist.

## 500 cc
Voor Barry Sheene, die al verklaard had niet in de Grand Prix van Tsjecho-Slowakije te willen starten, begonnen de problemen al in de training van de Grand Prix van Finland. Door technische problemen kon hij zich pas op het laatste moment verzekeren van poleposition. In de race lekte zijn Suzuki koelwater en Barry kon alleen maar hopen vóór Steve Baker te finishen, want dat was genoeg voor de wereldtitel. Baker kreeg echter ook al meteen problemen en zakte af naar het middenveld. Sheene werd zesde en daarmee wereldkampioen. Door de vele uitvallers was de race tamelijk saai. Johnny Cecotto won, Marco Lucchinelli, die de snelste start had gehad, werd tweede en Gianfranco Bonera werd derde.

### Uitslag 500 cc
| Pos | Coureur             | Merk   | Tijd      | Punten |
| --- | ------------------- | ------ | --------- | ------ |
| 1   | Johnny Cecotto      | Yamaha | 46' 50" 0 | 15     |
| 2   | Marco Lucchinelli   | Suzuki | +43" 0    | 12     |
| 3   | Gianfranco Bonera   | Suzuki | +51" 6    | 10     |
| 4   | Michel Rougerie     | Suzuki | +1' 04" 7 | 8      |
| 5   | Steve Parrish       | Suzuki | +1' 17" 2 | 6      |
| 6   | Barry Sheene        | Suzuki | +1' 18" 7 | 5      |
| 7   | Teuvo Länsivuori    | Suzuki | +1' 56" 5 | 4      |
| 8   | Armando Toracca     | Suzuki | +1 ronde  | 3      |
| 9   | Jean-Philippe Orban | Suzuki | +1 ronde  | 2      |
| 10  | Karl Auer           | Yamaha | +1 ronde  | 1      |
| 11  | Børge Nielsen       | Suzuki | +1 ronde  |        |
| 12  | Steve Baker         | Yamaha | +1 ronde  |        |
| 13  | Alex George         | Suzuki | +1 ronde  |        |
| 14  | Bo Granath          | Suzuki | +1 ronde  |        |
| 15  | Markku Matikainen   | Suzuki | +2 ronden |        |
| 16  | Ron Kirkham         | Yamaha | +2 ronden |        |
| 17  | Jean-Marc Toffolo   | Yamaha | +2 ronden |        |
| 18  | Ossi Nikkinen       | Yamaha | +3 ronden |        |
| DNF | Pat Hennen          | Suzuki |           |        |
| DNF | Giacomo Agostini    | Yamaha |           |        |
| DNF | Virginio Ferrari    | Suzuki | val       |        |
| DNF | Wil Hartog          | Suzuki |           |        |
| DNF | John Williams       | Suzuki |           |        |
| DNF | Stu Avant           | Suzuki |           |        |
| DNF | Gianni Rolando      | Suzuki | val       |        |
| DNF | Christian Estrosi   | Suzuki |           |        |
| DNF | Jack Findlay        | Suzuki |           |        |
| DNF | Kimmo Kopra         | Suzuki |           |        |
| DNF | Pentti Lehtelä      | Yamaha |           |        |
| DNF | Jean-Claude Hogrel  | Suzuki |           |        |
| DNQ | Eddie Roberts       | Yamaha |           |        |
| DNQ | Bernard Regoni      | Suzuki |           |        |
| DNQ | Teuvo Laakso        | Suzuki |           |        |
| DNQ | Odd Arne Lände      | Suzuki |           |        |
| DNQ | Bent Slydal         | Suzuki |           |        |
| DNQ | Toni Mang           | Suzuki |           |        |
| DNQ | Graziano Rossi      | Suzuki |           |        |
| DNQ | Bernard Fau         | Suzuki |           |        |
| DNQ | Helmut Kassner      | Suzuki |           |        |

## 350 cc
Nu Johnny Cecotto weer terug was na het grote ongeluk in Oostenrijk stond hij in Finland op de eerste startplaats, maar hij had zo veel wedstrijden gemist dat hij geen bedreiging vormde voor Takazumi Katayama. Na de start liepen Tom Herron en Jon Ekerold een beetje weg van de rest van het veld, maar Cecotto achterhaalde hen en liep verder weg samen met Ekerold. Het begon lichtjes te regenen op het moment dat de krukas van Cecotto's Yamaha het begaf. Iedereen stond op slicks, maar nu bleek dat de slicks van Michelin, die Katayama en Sarron gemonteerd hadden, veel meer grip op de vochtige baan hadden dan die van Dunlop. Daardoor konden Katayama en Sarron de kopgroep (Herron en Ekerold) passeren en eerste en tweede worden, waarbij Takazumi Katayama tevens zeker werd van de wereldtitel.

### Uitslag 350 cc
| Pos | Coureur             | Merk                   | Tijd      | Punten |
| --- | ------------------- | ---------------------- | --------- | ------ |
| 1   | Takazumi Katayama   | Yamaha                 | 48' 14" 9 | 15     |
| 2   | Christian Sarron    | Yamaha                 | +3" 3     | 12     |
| 3   | Jon Ekerold         | Yamaha                 | +5" 3     | 10     |
| 4   | Tom Herron          | Yamaha                 | +16" 0    | 8      |
| 5   | Patrick Pons        | Yamaha                 | +42" 3    | 6      |
| 6   | Olivier Chevallier  | Yamaha                 | +1' 21" 6 | 5      |
| 7   | Seppo Rossi         | Yamaha                 | +1' 32" 1 | 4      |
| 8   | Walter Villa        | Bakker-Harley-Davidson | +1' 35" 3 | 3      |
| 9   | Eero Hyvärinen      | Yamaha                 | +1' 35" 5 | 2      |
| 10  | Karl Auer           | Yamaha                 | +1' 41" 9 | 1      |
| 11  | Michel Frutschi     | Yamaha                 | +1' 49" 5 |        |
| 12  | Chas Mortimer       | Maxton-Yamaha          | +2' 07" 1 |        |
| 13  | Kork Ballington     | Yamaha                 | +3' 44" 6 |        |
| 14  | Alex George         | Yamaha                 | +1 ronde  |        |
| 15  | Reino Eskelinen     | Yamaha                 | +1 ronde  |        |
| DNF | Johnny Cecotto      | Bakker-Yamaha          |           |        |
| DNF | Patrick Fernandez   | Yamaha                 | vastloper |        |
| DNF | Giacomo Agostini    | Yamaha                 | vastloper |        |
| DNF | Mario Lega          | Bakker-Morbidelli      | val       |        |
| DNF | Alan North          | Yamaha                 | vastloper |        |
| DNF | Pentti Korhonen     | Yamaha                 | vastloper |        |
| DNF | Jean-François Baldé | Yamaha                 |           |        |
| DNF | Etienne Geeraerdt   | Yamaha                 |           |        |
| DNF | John Dodds          | Yamaha                 | val       |        |
| DNF | Michel Rougerie     | Yamaha                 | vastloper |        |
| DNF | Pekka Nurmi         | Yamaha                 | vastloper |        |
| DNF | Franco Uncini       | Harley-Davidson        | vastloper |        |
| DNF | Vic Soussan         | Yamaha                 | vastloper |        |
| DNF | Víctor Palomo       | Yamaha                 |           |        |
| DNF | Alain Terras        | Yamaha                 |           |        |
| DNQ | Peter Sköld         | Yamaha                 |           |        |
| DNQ | Børge Nielsen       | Yamaha                 |           |        |
| DNQ | José Cecotto        | Yamaha                 |           |        |
| DNQ | Paolo Pileri        | Morbidelli             |           |        |
| DNQ | Philippe Bouzanne   | Yamaha                 |           |        |
| DNQ | Franz Meier         | Yamaha                 |           |        |
| DNQ | Bo Granath          | Yamaha                 |           |        |

## 250 cc
In de 250cc-race maakten Mick Grant en Walter Villa zich meteen los van het veld. Achter hen vormde zich een grote, fel strijdende groep met Kork Ballington, Tom Herron, Patrick Fernandez, Mario Lega, Paolo Pileri en Barry Ditchburn. Walter Villa volgde Grant tot in de laatste ronde, om hem toen voorbij te gaan en de winst te grijpen. Ballington werd derde, terwijl Franco Uncini na een geweldige inhaalrace de hele groep voorbij was gegaan om toch nog vierde te worden.

### Uitslag 250 cc
| Pos | Coureur             | Merk                   | Tijd      | Punten |
| --- | ------------------- | ---------------------- | --------- | ------ |
| 1   | Walter Villa        | Bimota-Harley-Davidson | 46' 15" 3 | 15     |
| 2   | Mick Grant          | Kawasaki               | +0" 3     | 12     |
| 3   | Kork Ballington     | Yamaha                 | +24" 3    | 10     |
| 4   | Franco Uncini       | Bakker-Harley-Davidson | +26" 5    | 8      |
| 5   | Tom Herron          | Yamaha                 | +28" 2    | 6      |
| 6   | Patrick Fernandez   | Yamaha                 | +34" 7    | 5      |
| 7   | Mario Lega          | Morbidelli             | +37" 9    | 4      |
| 8   | Barry Ditchburn     | Kawasaki               | +38" 4    | 3      |
| 9   | Paolo Pileri        | Morbidelli             | +38" 6    | 2      |
| 10  | Olivier Chevallier  | Yamaha                 | +38" 9    | 1      |
| 11  | Hans Müller         | Yamaha                 | +54" 8    |        |
| 12  | Jon Ekerold         | Yamaha                 | +1' 11" 2 |        |
| 13  | Aldo Nannini        | Yamaha                 | +1' 14" 3 |        |
| 14  | Vic Soussan         | Yamaha                 | +1' 25" 2 |        |
| 15  | Chas Mortimer       | Maxton-Yamaha          | +1' 33" 5 |        |
| 16  | Eero Hyvärinen      | Yamaha                 | +1' 52" 2 |        |
| 17  | Seppo Rossi         | Yamaha                 | +2' 00" 8 |        |
| 18  | John Dodds          | Yamaha                 | +2:09.3   |        |
| 19  | Ken Nemoto          | Yamaha                 | +1 ronde  |        |
| DNF | Alan North          | Yamaha                 |           |        |
| DNF | Takazumi Katayama   | Yamaha                 |           |        |
| DNF | Pekka Nurmi         | Yamaha                 |           |        |
| DNF | Pentti Korhonen     | Yamaha                 |           |        |
| DNF | Jean-François Baldé | Yamaha                 |           |        |
| DNF | Harald Bartol       | Bartol                 |           |        |
| DNF | Christian Sarron    | Yamaha                 |           |        |
| DNF | Víctor Palomo       | Yamaha                 |           |        |
| DNF | Michel Frutschi     | Yamaha                 |           |        |
| DNF | Eddie Roberts       | Yamaha                 |           |        |
| DNF | Patrick Pons        | Yamaha                 |           |        |
| DNF | Philippe Bouzanne   | Yamaha                 | val       |        |
| DNQ | Seppo Ojala         | Yamaha                 |           |        |
| DNQ | Patrick Plisson     | Yamaha                 |           |        |
| DNQ | Timo Haarala        | Yamaha                 |           |        |
| DNQ | Hans Hallberg       | Yamaha                 |           |        |
| DNQ | Thierry Noblesse    | Yamaha                 |           |        |
| DNQ | Seppo Kokkonen      | Yamaha                 |           |        |
| DNQ | Robin Mortimer      | Yamaha                 |           |        |

## 125 cc
Hoewel Jean-Louis Guignabodet even de leiding nam in Finland, werd hij al meteen ingehaald door Pier Paolo Bianchi, terwijl Ángel Nieto al direct merkte dat er iets mis was met de gaskabel van zijn Bultaco. Zijn teamgenoot Ricardo Tormo reed voor het eerst op de 125 cc-machine, maar viel uit doordat er een gat in zijn zuiger brandde. Eugenio Lazzarini kon Bianchi schijnbaar nog een tijdje volgen, maar uiteindelijk won Bianchi met een ruime voorsprong op Lazzarini toen die een oververhitte motor kreeg. Lazzarini had toch nog ruim een minuut voorsprong op derde man Guignabodet.

### Uitslag 125 cc
| Pos | Coureur                | Merk       | Tijd      | Punten |
| --- | ---------------------- | ---------- | --------- | ------ |
| 1   | Pier Paolo Bianchi     | Morbidelli | 46' 09" 6 | 15     |
| 2   | Eugenio Lazzarini      | Morbidelli | +9" 6     | 12     |
| 3   | Jean-Louis Guignabodet | Morbidelli | +1' 16" 4 | 10     |
| 4   | Hans Müller            | Morbidelli | +1' 32" 7 | 8      |
| 5   | Stefan Dörflinger      | Morbidelli | +1' 45" 8 | 6      |
| 6   | Per-Edvard Carlsson    | Morbidelli | +2' 20" 0 | 5      |
| 7   | Thierry Espié          | Motobécane | +2' 23" 2 | 4      |
| 8   | Benga Johansson        | Morbidelli | +2' 23" 4 | 3      |
| 9   | Patrick Plisson        | Morbidelli | +2' 34" 8 | 2      |
| 10  | Enrico Cereda          | Morbidelli | +1 ronde  | 1      |
| 11  | Matti Kinnunen         | Morbidelli | +1 ronde  |        |
| 12  | Hans-Jürgen Hummel     | Morbidelli | +1 ronde  |        |
| 13  | Cees van Dongen        | Morbidelli | +1 ronde  |        |
| 14  | Bernd Schneider        | Bender     | +1 ronde  |        |
| 15  | Jacky Hutteau          | Morbidelli | +1 ronde  |        |
| 16  | Luigi Rinaudo          | Morbidelli | +1 ronde  |        |
| 17  | Alfred Schmid          | Morbidelli | +1 ronde  |        |
| 18  | Willy Pérez            | Yamaha     | +1 ronde  |        |
| DNF | Ricardo Tormo          | Bultaco    | Zuiger    |        |
| DNF | Ángel Nieto            | Bultaco    |           |        |
| DNF | Harald Bartol          | Morbidelli |           |        |
| DNF | Gert Bender            | Bender     |           |        |
| DNF | Julien van Zeebroeck   | Motobécane |           |        |
| DNF | Thierry Noblesse       | Morbidelli |           |        |
| DNF | Toni Mang              | Morbidelli |           |        |
| DNF | Jan Ubels              | Buton      |           |        |
| DNF | Johnny Wickström       | Yamaha     |           |        |
| DNF | Jukka Monto            | Yamaha     |           |        |
| DNF | Hans Hallberg          | Morbidelli |           |        |
| DNF | Juha-Matti Toivanen    | Yamaha     |           |        |
| DNQ | Bernhard Otto          | Seel-Maico |           |        |
| DNQ | Michel Baloche         | Motobécane |           |        |
| DNQ | Auno Hakala            | Morbidelli |           |        |

## Trivia
Tijdens de trainingen in Finland hielpen de baancommissarissen de gevallen Jean Philippe Orban van de baan, maar tot hun verbazing viel hij enkele momenten later opnieuw op dezelfde plaats. Dit keer betrof het echter Stu Avant, die een race-overall van Orban had geleend en waar dus ook de naam "Orban" achterop stond.
1932 · 1948 · 1949 · 1950 · 1951 · 1952 · 1953 · 1954 · 1955 · 1956 · 1957 · 1958 · 1959 · 1960 · 1961 · 1962 · 1963 · 1964 · 1965 · 1966 · 1967 · 1968 · 1969 · 1970 · 1971 · 1972 · 1973 · 1974 · 1975 · 1976 · 1977 · 1978 · 1979 · 1980 · 1981 · 1982